# Fausta Morganti
Fausta Simona Morganti (ur. 20 sierpnia 1944, zm. 2 lutego 2021) – sanmaryńska działaczka państwowa, kapitan regent (głowa państwa) w 2005.
Jej sześciomiesięczna kadencja rozpoczęła się 1 kwietnia 2005 i trwała do 1 października. Funkcję pełniła wspólnie z Cesarem Gasperonim.
Była członkinią Partii Demokratów San Marino.
Zmarła 2 lutego 2021 roku na COVID-19, podczas światowej pandemii tej choroby. Miała 76 lat.